# Episodi di Gumby (terza stagione)
La prima stagione della serie animata New Gumby, composta da 104 episodi, è stata trasmessa negli Stati Uniti, in syndication, dal 2 gennaio al 31 dicembre 1988.
In Italia è stata trasmessa dall'8 agosto 1992 sulle televisioni locali.
| n°  | Titolo originale                  | Titolo italiano                 | Prima TV USA     | Prima TV Italia   |
| --- | --------------------------------- | ------------------------------- | ---------------- | ----------------- |
| 1   | Mirror-Aculous Recovery           | Salvati dallo specchio          | 9 gennaio 1988   |                   |
| 2   | As the Worm Turns                 | Ribellione dei lombrichi        | 9 gennaio 1988   |                   |
| 3   | Lost Treasure                     |                                 | 16 gennaio 1988  |                   |
| 4   | The Beetle and the Caterpillar    | Lo scarabeo e la scavatrice     | 16 gennaio 1988  |                   |
| 5   | Gumbot                            | Robot                           | 23 gennaio 1988  |                   |
| 6   | Guitar Magic                      | La chitarra magica              | 23 gennaio 1988  |                   |
| 7   | A Miner Affair                    | Il minatore                     | 30 gennaio 1988  | 18 agosto 1992    |
| 8   | All Cooped Up                     | La gallina volante              | 30 gennaio 1988  | 18 agosto 1992    |
| 9   | Wild Girls                        |                                 | 9 gennaio 1988   |                   |
| 10  | A Smashing Hit                    |                                 | 16 gennaio 1988  |                   |
| 11  | Music Ball                        |                                 | 2 gennaio 1988   |                   |
| 12  | The Elephant and the Dragon       | L'elefante e il dragone         | 6 febbraio 1988  | 20 agosto 1992    |
| 13  | Birthday Party in the Middle Ages | Una festa per Gumby             | 13 febbraio 1988 | 22 agosto 1992    |
| 14  | Strange Circus Animals            | Strani animali da circo         | 2 aprile 1988    |                   |
| 15  | The Fliver 500                    | La corsa automobilistica        | 27 febbraio 1988 |                   |
| 16  | A Gumby Day                       | Una giornata di Gumby           | 2 aprile 1988    |                   |
| 17  | The Search                        | La regola d'oro                 | 12 marzo 1988    |                   |
| 18  | Gumby's Circus                    | Il circo di Gumby               | 30 gennaio 1988  | 18 agosto 1992    |
| 19  | Melon Felons                      | L'invasione dei cocomeri        | 5 marzo 1988     |                   |
| 20  | Shrink-a-Dink                     | Il rimpicciolitore              | 2 gennaio 1988   |                   |
| 21  | The Big City                      | La grande città                 | 13 febbraio 1988 | 22 agosto 1992    |
| 22  | Cottage for Granny                | Villino vendesi                 | 2 aprile 1988    |                   |
| 23  | The Big Squirt                    |                                 | 19 marzo 1988    |                   |
| 24  | Witch Way                         | La strega burlona               | 26 marzo 1988    |                   |
| 25  | The Astrobots                     |                                 | 14 maggio 1988   |                   |
| 26  | Educational TV                    | Avventura in TV                 | 12 marzo 1988    |                   |
| 27  | Denali's House                    | La nuova casa                   | 6 febbraio 1988  | 20 agosto 1992    |
| 28  | Humbug!!                          | Salviamo Babbo Natale           | 20 febbraio 1988 |                   |
| 29  | Dolly for Minga                   | Una bambola per Minga           | 20 agosto 1988   |                   |
| 30  | The Wind Bag                      | Il ladro del vento              | 9 aprile 1988    |                   |
| 31  | Little Girl Lost                  | Alla ricerca di Minga           | 19 marzo 1988    |                   |
| 32  | Children for Sale                 | I piccoli crociati              | 26 marzo 1988    |                   |
| 33  | A Lotta Hot Air                   | La mongolfiera                  | 9 aprile 1988    |                   |
| 34  | The Wild Horse                    | Il cavallo selvaggio            | 9 aprile 1988    |                   |
| 35  | Of Note                           | La nota sparita                 | 13 febbraio 1988 | 22 agosto 1992    |
| 36  | Fun Day                           | Buon giorno                     | 20 febbraio 1988 |                   |
| 37  | The Plant                         | La pianta                       | 16 aprile 1988   |                   |
| 38  | Merry-Go-Pumpkin                  | Il regno delle zucche           | 5 marzo 1988     |                   |
| 39  | Minga-Sitting                     | La baby sitter                  | 27 febbraio 1988 |                   |
| 40  | A Real Seal                       | La sigillante                   | 27 febbraio 1988 |                   |
| 41  | Naughty Boy                       | Ragazzo disubbidiente           | 16 aprile 1988   |                   |
| 42  | Hatching Out                      |                                 | 2 gennaio 1988   |                   |
| 43  | Time Kapp-Sule                    | Viaggio nel tempo               | 5 marzo 1988     |                   |
| 44  | Band Contest                      | Nel mondo dei giocattoli        | 12 marzo 1988    |                   |
| 45  | Geese Grief                       | Due oche in regalo              | 21 maggio 1988   |                   |
| 46  | The Fox Hunt                      | La caccia alla volpe            | 21 maggio 1988   |                   |
| 47  | The Lost Arrow                    | La freccia perduta              | 20 agosto 1988   |                   |
| 48  | Command Performance               | L'orchestrina                   | 19 marzo 1988    |                   |
| 49  | Sleepy Time Robbers               | I ladri del sonno               | 26 marzo 1988    |                   |
| 50  | Balloonacy                        | La mania dei palloncini         | 23 aprile 1988   |                   |
| 51  | Picnic                            | Il picnic                       | 23 aprile 1988   |                   |
| 52  | Wild Train Ride                   | Il treno impazzito              | 7 maggio 1988    |                   |
| 53  | Funtasia                          | Fantastico Gumby                | 30 aprile 1988   |                   |
| 54  | Rip Van Prickle                   |                                 | 30 aprile 1988   |                   |
| 55  | The Great Mastodon Robbery        | Rapitori di eroi nazionali      | 30 aprile 1988   |                   |
| 56  | Young Granny                      | La nonna bambina                | 16 aprile 1988   |                   |
| 57  | The Abominable Dough Man          | L'abominevole uomo di pasta     | 14 maggio 1988   |                   |
| 58  | Ostrich Feathers                  | Lo struzzo ballerino            | 6 febbraio 1988  | 20 agosto 1992    |
| 59  | Blocks in the Head                | Teste cubiche                   | 14 maggio 1988   |                   |
| 60  | Gumby's Close Encounter           | L'incontro ravvicinato di Gumby | 28 maggio 1988   |                   |
| 61  | Arctic Antics                     | Il circolo polare Artico        | 7 maggio 1988    |                   |
| 62  | Runaway Camel                     | Il cammello vagabondo           | 7 maggio 1988    |                   |
| 63  | Flying Carpets                    | Tappeti volanti                 | 28 maggio 1988   |                   |
| 64  | Gumbitty Doo-Dah                  | Il duplicato di Gumby           | 23 gennaio 1988  |                   |
| 65  | G.M.V. (Gumby Music Video)        | Il nuovo video di Gumby         | 13 agosto 1988   | 12 settembre 1992 |
| 66  | Lost in Chinatown                 |                                 | 25 giugno 1988   |                   |
| 67  | Joker's Wild                      |                                 | 25 giugno 1988   |                   |
| 68  | Minga's Folly                     | La follia di Minga              | 4 giugno 1988    |                   |
| 69  | High as a Kite                    | Alto come un aquilone           | 4 giugno 1988    |                   |
| 70  | The Denali Blues                  |                                 | 20 febbraio 1988 |                   |
| 71  | Gumbastic                         | Il selvaggio west               | 23 aprile 1988   |                   |
| 72  | Little Denali Lost                | Il rapimento di Denali          | 18 giugno 1988   |                   |
| 73  | Goo and the Queen (Part 1)        |                                 | 11 giugno 1988   |                   |
| 74  | Goo and the Queen (Part 2)        |                                 | 11 giugno 1988   |                   |
| 75  | A Moving Experience               | Un'esperienza di trasloco       | 28 maggio 1988   |                   |
| 76  | Prickle's Baby Brudder            |                                 | 11 giugno 1988   |                   |
| 77  | My O maggioa                      | Acciderba i maggioa             | 2 luglio 1988    |                   |
| 78  | Goo's Music Video                 |                                 | 23 luglio 1988   |                   |
| 79  | Clayfully Yours                   | Una vita al lago                | 13 agosto 1988   | 12 settembre 1992 |
| 80  | Proxy Gumby                       |                                 | 4 giugno 1988    |                   |
| 81  | Goo's Pies                        | Le torte di Goo                 | 21 maggio 1988   |                   |
| 82  | Robot Farm                        |                                 | 9 luglio 1988    |                   |
| 83  | The Forbidden Mine (Part 1)       |                                 | 9 luglio 1988    |                   |
| 84  | The Forbidden Mine (Part 2)       |                                 | 9 luglio 1988    |                   |
| 85  | Clay Play                         |                                 | 18 giugno 1988   |                   |
| 86  | The Knight Mare                   |                                 | 25 giugno 1988   |                   |
| 87  | Skateboard Rally                  |                                 | 23 luglio 1988   |                   |
| 88  | Space Oddity (Part 1)             |                                 | 16 luglio 1988   |                   |
| 89  | Space Oddity (Part 2)             |                                 | 16 luglio 1988   |                   |
| 90  | Best in the Block                 |                                 | 23 luglio 1988   |                   |
| 91  | The Lost Birthday Present         | Il regalo di compleanno         | 30 luglio 1988   | 8 settembre 1992  |
| 92  | 2 Bee or Knot 2 Bee               |                                 | 16 luglio 1988   |                   |
| 93  | Just Train Crazy                  | Un treno folle                  | 30 luglio 1988   | 8 settembre 1992  |
| 94  | Wickiups and Bulrushes            | Balla coi gufi                  | 30 luglio 1988   | 8 settembre 1992  |
| 95  | Pokey à la Mode                   |                                 | 2 luglio 1988    |                   |
| 96  | Kangaroo Express                  | Matilda canguro da corsa        | 6 agosto 1988    | 10 settembre 1992 |
| 97  | Kid Brother Kids                  | Il selvaggio West               | 6 agosto 1988    | 10 settembre 1992 |
| 98  | Time Out                          | Il tempo è impazzito            | 13 agosto 1988   | 12 settembre 1992 |
| 99  | For the Graduate                  | Festa per il diplomato          | 6 agosto 1988    | 10 settembre 1992 |
| 100 | Gone Clayzy                       |                                 | 18 giugno 1988   |                   |
| 101 | Gumball Gumby                     |                                 | 2 luglio 1988    |                   |
| 102 | Clay Trix                         |                                 | 20 agosto 1988   |                   |
| 103 | Chatter Box                       |                                 | 31 dicembre 1988 |                   |
| 104 | The Funny Bathtub                 |                                 | 31 dicembre 1988 |                   |